# Onsala socken
Onsala socken i Halland ingick i Fjäre härad, ingår sedan 1974 i Kungsbacka kommun och motsvarar från 2016 Onsala distrikt.
Socknens areal är 52,7 kvadratkilometer, varav 52,57 land. År 2000 fanns här 11 711 invånare. Tätorterna Västra Hagen och Buerås, orten Gottskär samt tätorten Onsala med sockenkyrkan Onsala kyrka ligger i socknen.  

## Administrativ historik
Onsala socken har medeltida ursprung.
Vid kommunreformen 1862 övergick socknens ansvar för de kyrkliga frågorna till Onsala församling och för de borgerliga frågorna till Onsala landskommun. Landskommunen uppgick 1974 i Kungsbacka kommun.
1 januari 2016 inrättades distriktet Onsala, med samma omfattning som församlingen hade 1999/2000.  
Socknen har tillhört fögderier och domsagor enligt Fjäre härad. De indelta båtsmännen tillhörde Norra Hallands första båtsmanskompani.

## Geografi och natur
Onsala socken ligger sydväst om Kungsbacka på södra delen av halvön Onsalalandet och skärgård med öar som Öckerön, Malö och Nidingen samt i Kungsbackafjorden Ramnön. Socknen består av mindre dalbygder skilda åt av bergsryggar och skärgårdsnatur med kala klippor. I söder återfinns Nidingens fyrplats.
Det finns fem naturreservat i socknen som alla ingår i EU-nätverket Natura 2000: Kungsbackafjorden som delas med Fjärås, Hanhals, Vallda och Ölmevalla socknar, Hållsundsudde-Sönnerbergen, Malön, Nidingen och Svängehallar-Fjärehals.
I Skällared fanns det förr ett gästgiveri.

## Fornlämningar
Från stenåldern finns cirka 50 boplatser och från bronsåldern gravrösen. Från järnåldern finns fyra mindre gravfält.

## Namnet
Namnet (1231 Othänsäle) kommer från kyrkbyn. Förleden innehåller Oden. Efterleden är antingen sal, 'hallbyggnad' eller al, 'tempel'.

## Befolkningsutveckling
| Befolkningsutvecklingen i Onsala socken 1750–1990                                                       | Befolkningsutvecklingen i Onsala socken 1750–1990 | Befolkningsutvecklingen i Onsala socken 1750–1990 | Befolkningsutvecklingen i Onsala socken 1750–1990 | Befolkningsutvecklingen i Onsala socken 1750–1990 |
| --- | ------------------------------------------------- | ------------------------------------------------- | ------------------------------------------------- | ------------------------------------------------- |
| |                                                   |                                                   |                                                   |                                                   |
| År |                                                   |                                                   | Folkmängd                                         |                                                   |
| 1750 | 1750                                              |                                                   | 1 478                                             |                                                   |
| 1760 | 1760                                              |                                                   | 1 632                                             |                                                   |
| 1769 | 1769                                              |                                                   | 1 739                                             |                                                   |
| 1780 | 1780                                              |                                                   | 1 819                                             |                                                   |
| 1790 | 1790                                              |                                                   | 1 744                                             |                                                   |
| 1800 | 1800                                              |                                                   | 1 916                                             |                                                   |
| 1810 | 1810                                              |                                                   | 1 934                                             |                                                   |
| 1820 | 1820                                              |                                                   | 2 191                                             |                                                   |
| 1830 | 1830                                              |                                                   | 2 362                                             |                                                   |
| 1840 | 1840                                              |                                                   | 2 395                                             |                                                   |
| 1850 | 1850                                              |                                                   | 2 491                                             |                                                   |
| 1860 | 1860                                              |                                                   | 2 743                                             |                                                   |
| 1870 | 1870                                              |                                                   | 2 945                                             |                                                   |
| 1880 | 1880                                              |                                                   | 3 041                                             |                                                   |
| 1890 | 1890                                              |                                                   | 2 590                                             |                                                   |
| 1900 | 1900                                              |                                                   | 2 211                                             |                                                   |
| 1910 | 1910                                              |                                                   | 1 923                                             |                                                   |
| 1920 | 1920                                              |                                                   | 1 777                                             |                                                   |
| 1930 | 1930                                              |                                                   | 1 688                                             |                                                   |
| 1940 | 1940                                              |                                                   | 1 731                                             |                                                   |
| 1950 | 1950                                              |                                                   | 1 781                                             |                                                   |
| 1960 | 1960                                              |                                                   | 1 707                                             |                                                   |
| 1970 | 1970                                              |                                                   | 2 781                                             |                                                   |
| 1980 | 1980                                              |                                                   | 7 488                                             |                                                   |
| 1990 | 1990                                              |                                                   | 10 433                                            |                                                   |
| Anm: Källor: Umeå universitet - Tabellverket 1749-1859, Demografiska databasen, CEDAR, Umeå universitet |                                                   |                                                   |                                                   |                                                   |